# 루스 회르츠
루스 회르츠(네덜란드어: Loes Geurts, 1986년 1월 12일 ~ )는 네덜란드의 여자 축구 선수이다. 포지션은 골키퍼이며, 현재 스웨덴 다말스벤스칸의 코파르베리/예테보리 FC에서 활동하고 있다.

## 클럽 경력
1992년에 RES 유소년 클럽에 입단하면서 축구 선수 경력을 시작했고 1998년에 헤이렌베인 유소년 클럽으로 이적했다. 1999년에 RES 유소년 클럽으로 복귀했고 2004년에는 미국 웨스턴일리노이 대학교 산하 여자 축구 클럽인 웨스턴일리노이 레더넥스에 입단했고 2006년 3월에는 독일 프라우엔-분데스리가 소속 여자 축구 클럽인 하이케 라이네로 이적했다.
2007년에 AZ 알크마르로 이적하면서 에레디비시 프라우언 무대에 복귀했고 2011년부터 2012년까지 텔스타 소속으로 활약했다. 2012년부터 2013년까지 스웨덴 다말스벤스칸 소속 여자 축구 클럽인 빗셰에서 활약했고 2014년부터 2016년까지 코파르베리/예테보리 FC 소속으로 활약했다.
2016년 9월 21일에는 프랑스 디비지옹 1 페미닌 소속 여자 축구 클럽인 파리 생제르맹으로 이적했지만 2017년 8월에 축구 선수로서의 활동을 일시적으로 중단한다고 선언했다. 그러다가 2018년 1월 31일에 코파르베리/예테보리 FC로 복귀하기로 결정했다.

## 국가대표 경력
2005년 8월 20일에 열린 핀란드와의 경기에 처음 출전하면서 네덜란드 여자 축구 국가대표팀 선수로 데뷔했다. 2006년에 네덜란드 여자 축구 국가대표팀에서 골키퍼로 활약했던 마를레인 비싱크(Marleen Wissink)가 은퇴하면서부터 네덜란드 여자 축구 국가대표팀의 주전 골키퍼로 활약했다.
3차례의 UEFA 유럽 여자 축구 선수권 대회(2009년, 2013년, 2017년), 2차례의 FIFA 여자 월드컵(2015년, 2019년)에 참가했다. 특히 UEFA 여자 유로 2009에서는 네덜란드의 준결승전 진출에 기여했다.

## 수상

### 클럽
AZ 알크마르
- 에레디비시 프라우언 3회 우승 (2007-08, 2008-09, 2009-10)
- 여자 KNVB컵 1회 우승 (2010-11)

### 국가대표
- UEFA 여자 유로 2017 우승
- 2019년 FIFA 여자 월드컵 준우승